# Kreis Neuhaus an der Oste
| Basisdaten                                      | Basisdaten          |
| ----------------------------------------------- | ------------------- |
| Preußische Provinz                              | Hannover            |
| Regierungsbezirk                                | Stade               |
| Verwaltungssitz                                 | Neuhaus an der Oste |
| Bestandszeitraum                                | 1885–1932           |
| Fläche                                          | 522,22 km²          |
| Einwohner                                       | 27.020 (1925)       |
| Bevölkerungsdichte                              | 56 Einw./km² (1925) |
| Gemeinden                                       | 44 (1910)           |
| Kfz-Kennzeichen                                 | I S                 |
| Lage des Kreises in der Provinz Hannover (1905) |                     |
| Lage des Kreises in der Provinz Hannover        |                     |

Der Kreis Neuhaus an der Oste war von 1885 bis 1932 ein Landkreis in der preußischen Provinz Hannover. Kreissitz war der Flecken Neuhaus an der Oste.

## Geschichte

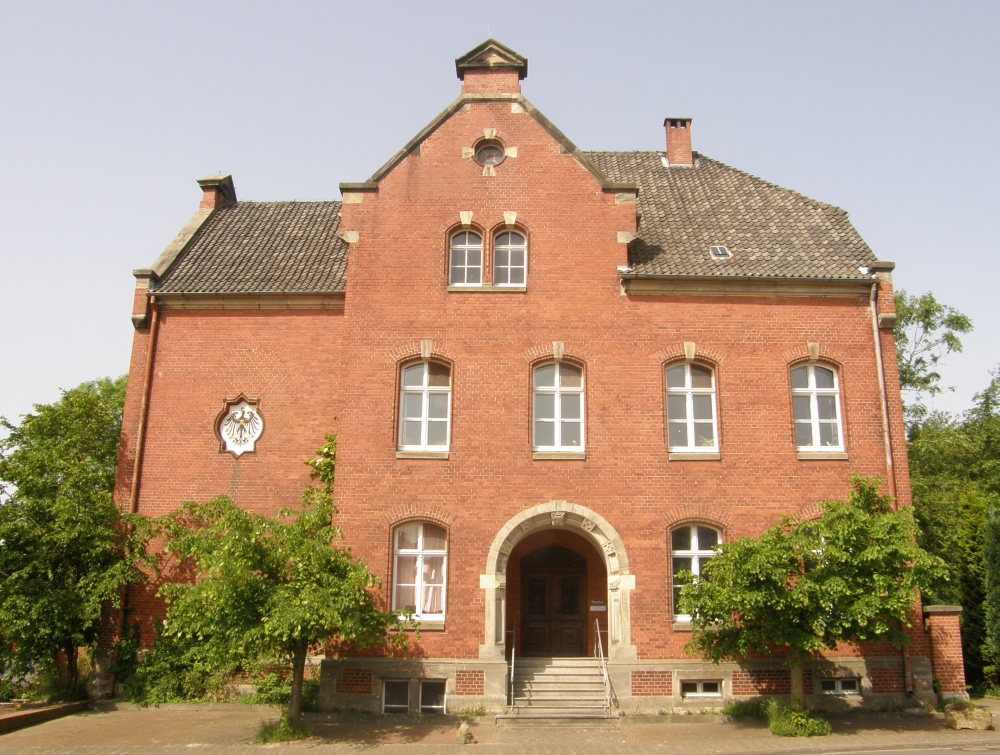
Ehemaliges Amtsgericht, Neuhaus (Oste), 2008

Ein Kreis Neuhaus an der Oste (auch Steuerkreis genannt) wurde am 1. Oktober 1867 in der nun preußischen Provinz Hannover zu Militär- und Steuerverwaltungszwecken aus den Ämtern Neuhaus an der Oste und Osten gebildet. Die allgemeine Verwaltung blieb Sache der Ämter. Mit Einführung der neuen Kreisordnung für die Provinz wurde am 1. April 1885 aus den beiden Ämtern endgültig der Kreis Neuhaus an der Oste gebildet.
1932 wurde durch eine Verordnung des preußischen Staatsministeriums der größte Teil des Kreises Neuhaus in den Kreis Land Hadeln eingegliedert. Sitz der Kreisverwaltung war Otterndorf. Damit kamen Gebiete zusammen, die bis dahin eine durchaus unterschiedliche politische und gesellschaftliche Entwicklung durchgemacht hatten. Weder im Mittelalter, noch in der Neuzeit, war das Amt Neuhaus, oder die Börde Lamstedt, jemals Teil der historischen Landschaft Hadeln gewesen. Die NS-Geschichte des Kreises Neuhaus (Oste) von 1933 bis 1945 wird in einem Unterkapitel der Geschichte des Landkreises Land Hadeln ausführlich dargestellt.

## Landräte

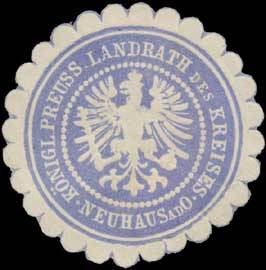
Siegelmarke Königlich preußischer Landrat des Kreises Neuhaus-Oste

1868–1883 Georg Eisendecher (1803–1887)
1883–1884 Heinrich Glogau
1884–1889 Friedrich Wilhelm von Loebell (1855–1931)
1889–9999 Waller (vertretungsweise)
1889–1894 Ernst Rudolf Schepp (1857–1901)
1894–1905 Otto Heidborn (1855–1908)
1905–1917 George von Schröder (1867–1940)
1917–1918 Eugen Naumann (1874–1939)
1918–1932 Erich Knoepfler (* 1891)

## Einwohnerentwicklung
| Jahr          | 1890   | 1900   | 1910   | 1925   |
| ------------- | ------ | ------ | ------ | ------ |
| Einwohnerzahl | 29.111 | 29.684 | 29.383 | 27.020 |

## Gemeinden
Die folgende Liste enthält die Gemeinden des Kreises Neuhaus an der Oste mit den Einwohnerzahlen vom 1. Dezember 1910:
| Gemeinde            | Ew. 1910 |
| ------------------- | -------- |
| Abbenseth           | 233      |
| Altendorf           | 1.415    |
| Armstorf            | 422      |
| Basbeck             | 1.838    |
| Belum               | 676      |
| Bornberg            | 267      |
| Bülkau              | 1.433    |
| Cadenberge          | 1.373    |
| Dornsode            | 50       |
| Geversdorf          | 1.126    |
| Großenwörden        | 508      |
| Hackemühlen         | 161      |
| Hechthausen         | 677      |
| Heeßel              | 165      |
| Hemm                | 250      |
| Hemmoor             | 686      |
| Hollen              | 370      |
| Hüll                | 953      |
| Ihlbeck             | 85       |
| Isensee             | 840      |
| Kehdingbruch        | 351      |
| Kleinwörden         | 319      |
| Klint               | 485      |
| Lamstedt            | 1.364    |
| Langenmoor          | 67       |
| Laumühlen           | 208      |
| Mittelstenahe       | 317      |
| Moorausmoor         | 218      |
| Neuhaus an der Oste | 1.504    |
| Neuland             | 408      |
| Nindorf             | 474      |
| Nordahn             | 199      |
| Oberndorf           | 2.370    |
| Oppeln              | 447      |
| Osten               | 711      |
| Rahden1)            | 82       |
| Stinstedt           | 330      |
| Varrel              | 107      |
| Voigtding           | 222      |
| Warstade            | 1.967    |
| Westersode          | 1.545    |
| Wingst              | 1.900    |
| Wisch               | 137      |
| Wohlenbeck          | 123      |

1)1929 nach Hackemühlen eingemeindet